# كأس ألمانيا 2016–17
كأس ألمانيا 2016–17 (بالألمانية: DFB-Pokal 2016/17)‏ هو الموسم 74 من  كأس ألمانيا. أقيم خلال الفترة 19 أغسطس 2016 وحتى 27 مايو 2017، والذي يشرف على تنظيمه اتحاد ألمانيا لكرة القدم، وكان عدد الأندية المشاركة فيه  64، وفاز فيه بوروسيا دورتموند.